# 康普集團
康普集團（COREMAX），是台灣一間從事化學工業的公司，成立於1992年，主要生產氧化觸媒、特用化學品、動力電池材料、化學肥料。

## 歷史沿革
成立於1992年，原先由瑞士SMC AG與台灣天弘化學股份有限公司以「天弘康普股份有限公司」之名義合資創設，1999年由台灣股東買下瑞士股東之全部股份，並且更名為「康普材料科技股份有限公司」。
2011年12月1日正式上櫃，於2017年申請轉上市交易，而於同年9月8日於台灣證券交易所掛牌上市。
2023年3月1日召開董事會，擬斥資3,100萬美元（約9.5億元新台幣）於越南設立電池材料產線。預計在2024年下半年即可試產，於2025年將可量產，越南廠將以生產硫酸鎳為主。

## 關係企業
- 康普材料科技
- 天弘化學
- 恆誼化工

## 外部連結
- 康普集團的Facebook專頁
- 康普集團的Instagram帳戶
- 康普集團的Youtube